# Dubravica
Dubravica (szlovákul: Dúbravica) község Szlovákiában, a Besztercebányai kerületben, a Besztercebányai járásban.

## Fekvése
Besztercebányától 16 km-re délkeletre, a Zolna-patak völgyében fekszik.

## Története
A 14. században alapították, első írásos említése 1400-ból származik, Zólyomlipcse várának tartozéka volt. 1540-ben a körmöcbányai Dubravicai János birtoka, aki vasércbányát nyitott a falu határában.
A 18. század végén Vályi András így ír róla: „DUBRAVITZA. Tót falu Zólyom Vármegyében, birtokosa Urbányi Uraság, lakosai katolikusok, fekszik Pojninak határa mellett, ’s ennek filiája, Libetentöl pedig egy mértföldnyire, ambár egy része földgyének soványas, hegyes, melly nehezebben trágyáztatik; de mivel más része termékeny, legelője elegendő, fája tűzre, és épűletre van, Zólyomi piatzától egy mértföldnyire fekszik, pályinkat is árúlhat, és néha makkja is terem, első Osztálybéli.”
Fényes Elek 1851-ben kiadott geográfiai szótárában így ír a faluról: „Dubravicza, Zólyom m. tót falu, Pojnikhoz 1/2 óra: 62 katholikus, 153 evangel. lak. Ut. p. Besztercze.”
A trianoni diktátumig területe Zólyom vármegye Besztercebányai járásához tartozott.

## Népessége
| Év:            | 1994. | 2004.    | 2014.   | 2024.   |
| -------------- | ----- | -------- | ------- | ------- |
| Emberek száma: | 328   | 365      | 395     | 408     |
| Eltérés:       |       | +11,28 % | +8,21 % | +3,29 % |

| Év:            | 2023. | 2024.   |
| -------------- | ----- | ------- |
| Emberek száma: | 401   | 408     |
| Eltérés:       |       | +1,74 % |

1910-ben 346, túlnyomórészt szlovák lakosa volt.
2001-ben 354 lakosából 345 szlovák volt.
2011-ben 368 lakosából 360 szlovák.

## Nevezetességei
- Szent Zsófia tiszteletére szentelt római katolikus temploma 14. századi gótikus, barokk toronysisakkal.
- Reneszánsz várkastélya a 16. század elején épült, a 18. században bővítették, romos állapotú.